# Klinik unter Palmen
Klinik unter Palmen ist eine deutsche Arzt-Fernseh-Serie in der ARD, die in den Jahren 1996 bis 2003 über insgesamt 8 Staffeln und 23 Folgen auf den Philippinen (Staffel 1), in Thailand (Staffel 2), in der Dominikanischen Republik (Staffel 3–4), in Mexiko (Staffel 5–6) und auf Kuba (Staffel 7–8) spielt. Die Geschichten rund um das Klinik-Team von Dr. Frank Hofmann (Klausjürgen Wussow) erzielten einen durchschnittlichen Marktanteil von 17 %.

## Daten
Die Erstausstrahlung begann am 2. Februar 1996. Jede Folge dauerte etwa 90 Minuten, jährlich liefen drei Folgen. Produziert wurde die Serie von Karl Spiehs, die Regie führte  Otto Retzer. Das Bundesministerium für wirtschaftliche Zusammenarbeit unterstützte die Produktion mit einer Viertelmillion DM und verbuchte dies als Öffentlichkeitsarbeit. Die Drehbücher stammten von Thomas Nippold und Rolf-René Schneider.

## Inhalt
Der deutsche Arzt Dr. Frank Hofmann errichtet in mehreren Ländern meist mit Entwicklungshilfegeldern Kliniken, hilft, diese aufzubauen, und steht den dortigen Ärzten, unter denen sich oft auch deutsche Kollegen befinden, bei schwierigen Entscheidungen und Operationen zur Seite. Hofmann arbeitet zunächst auf Boracay, eine Insel der Philippinen, dann in Thailand in Phuket und in der  Dominikanischen Republik. Nachdem er die „Clinica Maya“ in Tulum in Mexiko eine Weile betreute, verschlägt es ihn nach  Kuba, wo er seine große Liebe (Gaby Dohm) trifft und schließlich verstirbt. In allen Folgen rettet er einheimische Patienten und versucht sich bei einheimischen Ärzten auch als seelischer Beistand. Wie in anderen Krankenhausserien auch, werden teilweise persönliche Schicksale (Hofmann konnte Frau und Kind eines Anwalts nicht retten, dieser will Rache und trachtet ihm nach dem Leben; Arztsohn begeht Kunstfehler bei Operation des eigenen Vaters etc.) und Ereignisse rund um Patienten und Kliniken (Seuche auf der Station; Wunderheiler mischen sich ein; Amnesien; Liebe, Scheidungen etc.) behandelt.

## Besetzung
| Schauspieler          | Rollenname                       | Staffel | Bemerkungen                                           |
| --------------------- | -------------------------------- | ------- | ----------------------------------------------------- |
| Klausjürgen Wussow    | Dr. Frank Hofmann †              | 1–8     | Stirbt an einem Herzinfarkt                           |
| Raimund Harmstorf     | Hannes Müller                    | 1–2     |                                                       |
| Raymond Bagatsing     | Pfleger Rajah                    | 1       |                                                       |
| Viktoria Brams        | Dr. Regina Lehr                  | 1       | Kehrt nach Deutschland zurück                         |
| Pierre Brice          | Jean-Claude Valentine            | 1       |                                                       |
| Ulrich von Dobschütz  | Manfred von Wertheim             | 1       |                                                       |
| Hazel Huelves         | Daphne †                         | 1       | Stirbt an Krebs                                       |
| Julia Kent            | Dr. Juliane Rohrbach             | 1       |                                                       |
| Sonja Kirchberger     | Isabelle von Wertheim            | 1       | Wird verhaftet                                        |
| Hans Schenker         | Dr. Christian Witt †             | 1       | Wird aus Versehen von Manfred von Wertheim erschossen |
| Gregor Bloéb          | Dr. Peter Rembach                | 2       |                                                       |
| Silvan-Pierre Leirich | Dr. Ralf Wolters †               | 2       | Wird ermordet                                         |
| Christine Schuberth   | Oberschwester Marietta           | 2       |                                                       |
| Karin Thaler          | Dr. Sylvia Rembach               | 2       |                                                       |
| Joan Faulkner         | Schwester Ella                   | 3–4     |                                                       |
| Elisabeth Lanz        | Schwester Anja                   | 3–4     |                                                       |
| Michael Lesch         | Dr. Peter Sander                 | 3–4     |                                                       |
| Charles M. Huber      | Dr. Alfredo Cremont              | 3       |                                                       |
| Harald Juhnke         | Dr. Hendrik Willing              | 3       |                                                       |
| Birgit Schrowange     | Vera Richter                     | 3       |                                                       |
| Ursela Monn           | Dr. Constanze Walther †          | 4–5     | Stirbt bei einem Autounfall                           |
| Anja Kruse            | Dr. Andrea Kaltenbach †          | 4       | Stirbt bei einem Feuer                                |
| Dierk Prawdzik        | Andy                             | 4       | stirbt bei einem Unfall                               |
| Walter Plathe         | Pfleger Manfred „Mücke“ Mikulski | 5–6     |                                                       |
| Günter Pfitzmann      | Dr. Gieselher                    | 5       |                                                       |
| Carolina Vera Squella | Schwester Gabriella              | 5–6     |                                                       |
| Marion Mitterhammer   | Dr. Nina Schönberg               | 5       |                                                       |
| Valerie Niehaus       | Schwester Christine              | 5       |                                                       |
| Ulrich Reinthaller    | Dr. David Lichtenfeld            | 5       |                                                       |
| Oliver Tobias         | Dr. Rudolfo Garcia               | 5       | Verlässt Mexiko nach seinem Ehe-Aus                   |
| Michael Degen         | Dr. Carl Gregorius               | 6       |                                                       |
| Martin Halm           | Dr. Ulrich von Jagemann          | 6       |                                                       |
| Hilde van Mieghem     | Nadja Gregorius †                | 6       | Wird im Handgemenge von Dr. Carl Gregorius erschossen |
| Uschi Glas            | Dr. Helen Berger                 | 7       |                                                       |
| Konstantin Graudus    | Jan Ahrens                       | 7       |                                                       |
| Karina Kraushaar      | Schwester Nicole                 | 7       |                                                       |
| Wolf Roth             | Dr. Oscar la Fuenta              | 7       |                                                       |
| Gerd Silberbauer      | Dr. Michel Cornu                 | 7       |                                                       |
| Julia Thurnau         | Maren Westendorp                 | 7       |                                                       |
| Max Tidof             | Dr. Peter Michael Westendorp †   | 7       | Stirbt bei einem Kampf mit Jan Ahrens                 |
| Harry Blank           | Dr. Enrique Gomez                | 8       | Wird nach Hofmanns Tod neuer Klinik-Leiter            |
| Radost Bokel          | Schwester Jollanda               | 8       |                                                       |
| Johannes Brandrup     | Dr. Alexander Ritter             | 8       | Verlässt mit Lisa Kuba                                |
| Gaby Dohm             | Dorothea Ebel                    | 8       |                                                       |
| Karl Fischer          | Dr. Peter Wagenknecht            | 8       |                                                       |
| Michael Greiling      | Polizeichef Ramon Mantilla       | 8       |                                                       |
| Sabine Vitua          | Lisa Mantilla                    | 8       | Verlässt mit Dr. Ritter Kuba                          |

## Folgen
| - Folge 1: Der Wunderheiler (2. Februar 1996) - Folge 2: Höhere Gewalt (9. Februar 1996) - Folge 3: Zurück ins Leben (16. Februar 1996) | - Folge 4: Die Herausforderung (22. November 1996) - Folge 5: Spiel mit dem Feuer (29. November 1996) - Folge 6: Pakt mit dem Teufel (6. Dezember 1996) | - Folge 7: Schatten im Paradies (16. Januar 1998) - Folge 8: Sarah (23. Januar 1998) - Folge 9: Die Nächte der Kreolin (30. Januar 1998) |

| - Folge 10: Böses Blut (15. Januar 1999) - Folge 11: Liebe, Lügen, Leidenschaften (22. Januar 1999) - Folge 12: Der Engel des Todes (29. Januar 1999) | - Folge 13: Irrwege des Schicksals (28. Januar 2000) - Folge 14: Verbotene Gefühle (4. Februar 2000) - Folge 15: Rache und Reue (11. Februar 2000) | - Folge 16: Gebrochene Herzen (17. Januar 2001) - Folge 17: Tränen und Tequila (18. Januar 2001) - Folge 18: Stunden der Entscheidung (26. Januar 2001) |

| - Folge 19: Todfreunde (11. Januar 2002) - Folge 20: Nacht über Havanna (18. Januar 2002) - Folge 21: Das Ende aller Lügen (25. Januar 2002) | - Folge 22: Gefährliches Spiel (9. Januar 2003) - Folge 23: Letzte Liebe (10. Januar 2003) |

## Produktionsnotizen
Produzent Karl Spiehs trug im Hotel Bayerischer Hof dem Ehepaar Wussow seinen Plan zu einer neuen Arztserie vor. Als er dem skeptischen Klausjürgen Wussow erklärte, die Serie würde nur unter Palmen spielen, nannte seine Frau Yvonne Wussow spontan den Titel Klinik unter Palmen. Spiehs bot die Serie ursprünglich RTL-Chef Helmut Thoma an, doch Thoma lehnte trotz der erfolgreichen früheren Zusammenarbeit bei Ein Schloß am Wörthersee mit der Begründung ab, die Serie entspreche nicht dem Niveau des Senders. So wandte sich Spiehs an die ARD, die mit Klinik unter Palmen trotz negativer Kritik durchschnittlich 5,5 Millionen Zuschauer bei einem Marktanteil von 17 Prozent verbuchen konnte. Da bei den Dreharbeiten zur letzten Folge noch nicht geklärt war, ob die Serie nicht weitergeführt wird, drehte man für alle Fälle zwei Schlüsse: Einmal stirbt Dr. Hofmann an seiner Herzattacke, das andere Mal überlebt er.